# Бжезіна-Суловська
Бжезіна-Суловська (пол. Brzezina Sułowska) — село в Польщі, у гміні Мілич Мілицького повіту Нижньосілезького воєводства.
Населення — 172 особи (2011).
У 1975-1998 роках село належало до Вроцлавського воєводства.

## Демографія
Демографічна структура станом на 31 березня 2011 року:
|          | Загалом | Допрацездатний вік | Працездатний вік | Постпрацездатний вік |
| -------- | ------- | ------------------ | ---------------- | -------------------- |
| Чоловіки | 96      | 19                 | 71               | 6                    |
| Жінки    | 76      | 14                 | 45               | 17                   |
| Разом    | 172     | 33                 | 116              | 23                   |